# Verwaltungsgemeinschaft Ruhmannsfelden
Die Verwaltungsgemeinschaft Ruhmannsfelden liegt im niederbayerischen Landkreis Regen und wird von folgenden Gemeinden gebildet:
1. Achslach, 990 Einwohner, 30,04 km²
2. Gotteszell, 1157 Einwohner, 9,22 km²
3. Ruhmannsfelden, Markt, 1989 Einwohner, 5,80 km²
4. Zachenberg, 2071 Einwohner, 27,28 km²

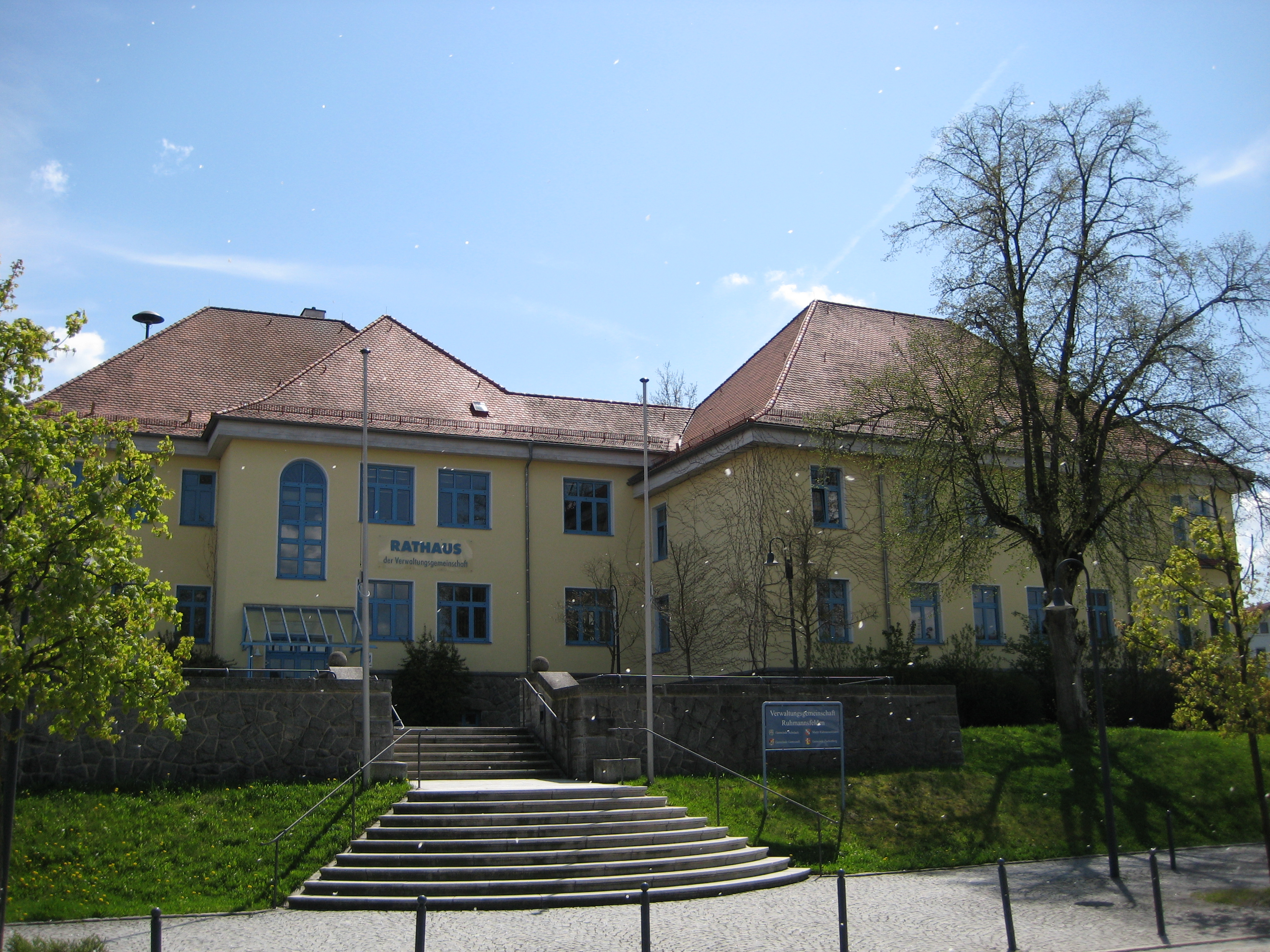
Rathaus der Verwaltungsgemeinschaft in Ruhmannsfelden

Sitz der Verwaltungsgemeinschaft ist Ruhmannsfelden.
Als fünftes Mitglied gehörte von der Gründung bis 31. Dezember 1989 die Gemeinde Patersdorf der Verwaltungsgemeinschaft an.